# Stefano Basalini

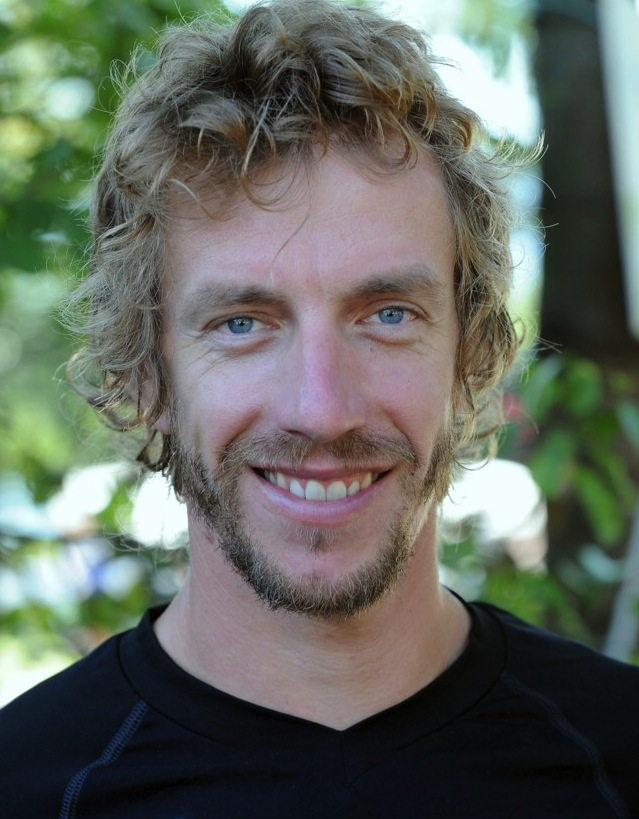
Stefano Basalini, vor 2017

Stefano Basalini (* 29. November 1977 in Borgomanero) ist ein ehemaliger italienischer Leichtgewichts-Ruderer, der zwischen 1997 und 2011 neun Weltmeisterschaftsmedaillen gewann, davon sieben Goldmedaillen.

## Karriere
Basalini gewann bei den U23-Weltmeisterschaften 1996 Silber im Leichtgewichts-Doppelvierer, 1997 siegte er mit Marco Audisio im Leichtgewichts-Doppelzweier. Bei den Weltmeisterschaften 1997 ohne Altersbeschränkung siegte er mit dem italienischen Leichtgewichts-Doppelvierer. 1998 in Köln gewann er den Titel im Leichtgewichts-Einer.
1999 wechselte Basalini in ein Riemenboot, nämlich den Leichtgewichts-Zweier ohne Steuermann und gewann hier mit Paolo Pittino seinen vierten Weltmeistertitel in Folge. 2000 gewannen Pittino und Basalini im Leichtgewichts-Doppelzweier die zweite Regatta im Ruder-Weltcup vor dem zweiten italienischen Boot mit Elia Luini und Leonardo Pettinari, bei der dritten Weltcup-Regatta siegten Luini und Pettinari, während Basalini und Pittino nur Fünfte wurden. Der italienische Verband nominierte danach Luini und Pettinari für die Olympischen Spiele 2000. 
2001 kehrte Basalini in den Leichtgewichts-Einer zurück, bei den Weltmeisterschaften 2001 und 2002 erhielt er jeweils die Silbermedaille hinter dem Iren Sam Lynch. 2003 gewann Basalini zwei Weltcup-Regatten und siegte auch bei den Weltmeisterschaften in Mailand; in Mailand gewannen die Italiener insgesamt drei Goldmedaillen, alle in Leichtgewichts-Skullbooten. Bei den Weltmeisterschaften 2004 erreichte Basalini im Leichtgewichts-Einer den vierten Platz. Ebenfalls Vierter wurde Basalini bei den Weltmeisterschaften 2005 im Leichtgewichts-Doppelzweier mit Leonardo Pettinari. 
Erst 2008 gewann Basalini wieder eine Weltmeisterschaftsmedaille, bei den Weltmeisterschaften in den nichtolympischen Bootsklassen siegte er mit dem Leichtgewichts-Doppelvierer. 2009 konnte der italienische Doppelvierer diesen Titel verteidigen. 2010 siegte der italienische Doppelvierer mit Basalini bei den Europameisterschaften, bei den Weltmeisterschaften belegte das Boot den vierten Platz. Zum Abschluss seiner Karriere gewann Basalini 2011 in Bled noch einmal den Titel im Leichtgewichts-Doppelvierer.
Basalini hatte bei einer Körpergröße von 1,87 Metern ein für Leichtgewichte typisches Wettkampfgewicht von etwa 72 Kilogramm.